# ولیچو
ولیچو (به لاتین: Velichov) یک ناحیه در جمهوری چک است که در Karlovy Vary District واقع شده‌است.

## خصوصیات
ولیچو ۲٫۳۵ کیلومترمربع مساحت و ۵۵۵ نفر جمعیت دارد و ۳۸۴ متر بالاتر از سطح دریا واقع شده‌است.